# نصر حماد
نصر حماد (25 أكتوبر 1958 -)، ممثل مصري.

## عن حياته
اشتهر نصر حماد بأدوار الكوميديا في معظم أفلام الثمانينيات وبداية التسعينيات والتي كانت تندرج تحت مسمى أفلام المقاولات التي انتشرت في ذلك الوقت وكذلك في أدوراه المسرحية .. استغل نصر حماد الشبه الكبير بينه وبين النجم عادل إمام لتوظيفه كمادة خصبة لأداء أدواره الكوميدية التي كررها كثيرا من حيث أسلوب الكلام وحركات الوجه والأيدي ونبرة الصوت والملابس إلخ .. ثم بدأ في الاختفاء تدريجيا بانتهاء ظاهرة أفلام المقاولات ولم يترك بصمة فنية مؤثرة في السينما أو التليفزيون المصري .. مع نهاية التسعينيات اتجه نصر حماد إلى دول الخليج وقام بالعديد من الأعمال الدرامية وخاصة في الكويت والإمارات وقطر أهم المحطات التي قدمها نصر حماد هي مسرحية  البلدوزر ومسرحية هالة حبيبتي ومسرحية عبده يتحدى رامبو وله العديد من المسلسات في الخليج واخرها مسلسل زمان لول وهو يحكي فترة الستينات في الخليج العربي .

## أعماله
- الكداب وصاحبه 1989
- مسعود سعد ليه
- الفرن
- غريب ولد عجيب
- ريا وسكينة 1983

## وصلات خارجية
- نصر حماد على موقع الدهليز
- نصر حماد على موقع قاعدة بيانات الأفلام العربية